# Statuie
Statuia este o sculptură care reprezintă de obicei o persoană, un eveniment, un animal sau un obiect.
Statuia este realizată în tehnica ronde-bosse, înfățișând în special o ființă umană reprezentată în întregime și, de obicei, în poziție verticală. Există statui ecvestre, în care modelul este prezentat călare și statui pedestre, când modelul stă în picioare.

O statuie conturată pe lespedea superioară un unui mormânt, care reprezintă persoana îngropată, se numește gisant.